# Wapen van Heumen

Het wapen van Heumen is het wapen van de gemeente Heumen. Het wapenschild is gedeeld in een deel van Overasselt en een deel van het oude wapen van Heumen. De beschrijving luidt:
"Gedeeld: I geschaakt van goud en azuur in 7 rijen elk van 3 vakken, de beide bovenste rijen bedekt door een schildhoofd van zilver beladen met 5 hermelijnstaartjes van sabel, geplaatst 3 en 2, II in azuur, bezaaid met lelien, een kromstaf, alles van goud. Het schild gedekt door een gouden kroon van 3 bladeren en 2 parels."

## Geschiedenis

### Eerste wapen
Het eerste wapen dat op 10 mei 1881 aan Heumen werd verleend was gelijk aan dat van het geslacht Hoemen of Heumen. De beschrijving luidde:
"Geschakeerd van goud en lazuur van 30 vakken met een vrijkwartier van hermelijn."

### Tweede wapen
Na de fusie met Overasselt in 1980 werd een nieuw wapen ontworpen. Dit is een gedeeld wapen. Het rechterdeel zijn de kleuren van het geslacht Hoemen of Heumen. De staf op het linkerdeel is een herinnering aan de monniken van de abdij Saint-Valéry in Picardië die vroeger in Overasselt een nederzetting hadden. Het wapen van Heumen werd verleend bij het Koninklijk Besluit van 20 mei 1981.

## Verwante wapens

Oude wapen van Heumen
Wapen van Hemmen
Wapen van Overasselt